# Víctor Obiols Llandrich
Víctor Obiols Llandrich, també conegut com a Víctor Bocanegra (Barcelona, 26 de maig de 1960) és un escriptor i músic català.

## Biografia
Va estudiar a la Universitat de Barcelona, on el 1985 es va llicenciar en filologia clàssica. El 1994 es va doctorar a la Universitat de Southampton, amb una tesi doctoral sobre l'obra poètica de Joan Ferraté. Entre 1989 i 1992 va treballar com a lector de català a la Universitat de Bristol, i més endavant com a professor de la Facultat de Ciències Humanes, Traducció i Documentació de la Universitat de Vic (1996-2008). Ha col·laborat amb diversos mitjans de comunicació fent crítica literària, i ha traduït diversos autors al català i al castellà, destacant Un mes al camp, de J.L.Carr (Columna, 1989), El fantasma de Canterville, d'Oscar Wilde, El senyor Peix, de Walter de la Mare (Alba editorial, 1998), La Doma de la fiera i Poemas, de William Shakespeare (Norma Editorial, Bogotá, 2001, reeditat per Random House Mondadori, Obra completa, 2013), Un cop de daus no abolirà mai l'atzar, de Stéphane Mallarmé (Revista Rels, 2002), Miles Davis y Kind of Blue: la creación de una obra maestra (Alba editorial, 2002), Mi música, mi vida, de Ravi Shankar (Alba editorial, 2009,), La filla de Robert Poste, de Stella Gibbons (Impedimenta Editorial), Mick Jagger. Biografía (Alba Editorial, 2012), Prince, de Matt Thorne (Alba editorial, 2013) i El mite de l'etern retorn, de Mircea Eliade (Fragmenta, 2014). També ha realitzat traduccions de caràcter científic. Entre 2004 i 2009 va dirigir el Festival Internacional de Poesia de Barcelona i ha treballat a l'Escola d'Escriptura de l'Ateneu Barcelonès. El curs 2020-2021 fou professor a l'IES Lluis Companys a Ripollet.

## Obra
Ha publicat diversos llibres de poemes, compilats en l'antologia Sol de lluna ple (Poesia 1974-1999) (Edicions Els Llums, 2015). Com a músic, és conegut com a Víctor Bocanegra i ha treballat com a compositor i intèrpret de cançó.

### Poesia
- Opus Zero. Barcelona: Edicions 62, 1974.
- Carrer d'hivern. Barcelona: El Mall, 1983.
- Versos i contracants. Barcelona: Edicions 62, 1997.
- El croc de l'esfera. Barcelona: Umbra, 1999.
- Nòtules de misericòrdia per les criatures del goig. Vic: Emboscall, 2009.
- D'un juny dur. Barcelona: LaBreu, 2014.
- Sol de Lluna ple - Poesia 1974-1999. Barcelona: Els Llums, 2015.
- Dret al miracle. Barcelona: Proa, 2016.

### Discografia
- Bocanegra U. Barcelona: Onomaster,1986; Lleida: Quadrant Records, 2007.
- Bloc de lírica dura. Homenatge a Pepe Sales. Barcelona: Agharta Music, 2005.
- Fonografies. Barcelona: Agharta Music, 2008.
- Villon. Les balades. Barcelona: Nòmada 57, 2011.
- Cançons de l'Akídelara. Barcelona: Saurí Records, 2013.
- Cava de blues. Sant Joan Despí: TVC, 2015.
- Pom de petits hits [inèdit]. Estrenat al Casino de Granollers amb el JazzGranollers Ensemble, 2015.
- Sacrilegis. Barcelona: Víctor Bocanegra, 2017.[4]
- Poesies de Broadway. Lleida:Quadrant Records, 2019.

## Premis i reconeixements
- 57è Premi Carles Riba de poesia, 2015, atorgat per Òmnium Cultural[5]
- 1r Premi de poesia Màrius Torres, 1996[6]
- Premi Miquel de Palol de poesia, 1982[7]